# استیو بیگینز
استیو بیگینز (انگلیسی: Steve Biggins; ۲۰ ژوئن ۱۹۵۴ – ) بازیکن فوتبال اهل بریتانیا بود.
از باشگاه‌هایی که در آن بازی کرده‌است می‌توان به باشگاه فوتبال دربی کانتی، باشگاه فوتبال ولورهمپتون واندررز، باشگاه فوتبال آکسفورد یونایتد، باشگاه فوتبال اکستر سیتی، باشگاه فوتبال ووستر سیتی، باشگاه فوتبال پورت ویل، و باشگاه فوتبال شروزبری تاون اشاره کرد.